# Soldano
Soldano es una localidad y comune italiana de la provincia de Imperia, región de Liguria, con 904 habitantes.
El pueblo está situado en la parte superior Crosia Val y crece a lo largo de las orillas del río Verbone. Se trata de 50 km de la capital.

## Evolución demográfica
| Gráfica de evolución demográfica de Soldano entre 1861 y 2001 |
|                                                               |
| Fuente ISTAT - elaboración gráfica de Wikipedia               |